# 厚薄規

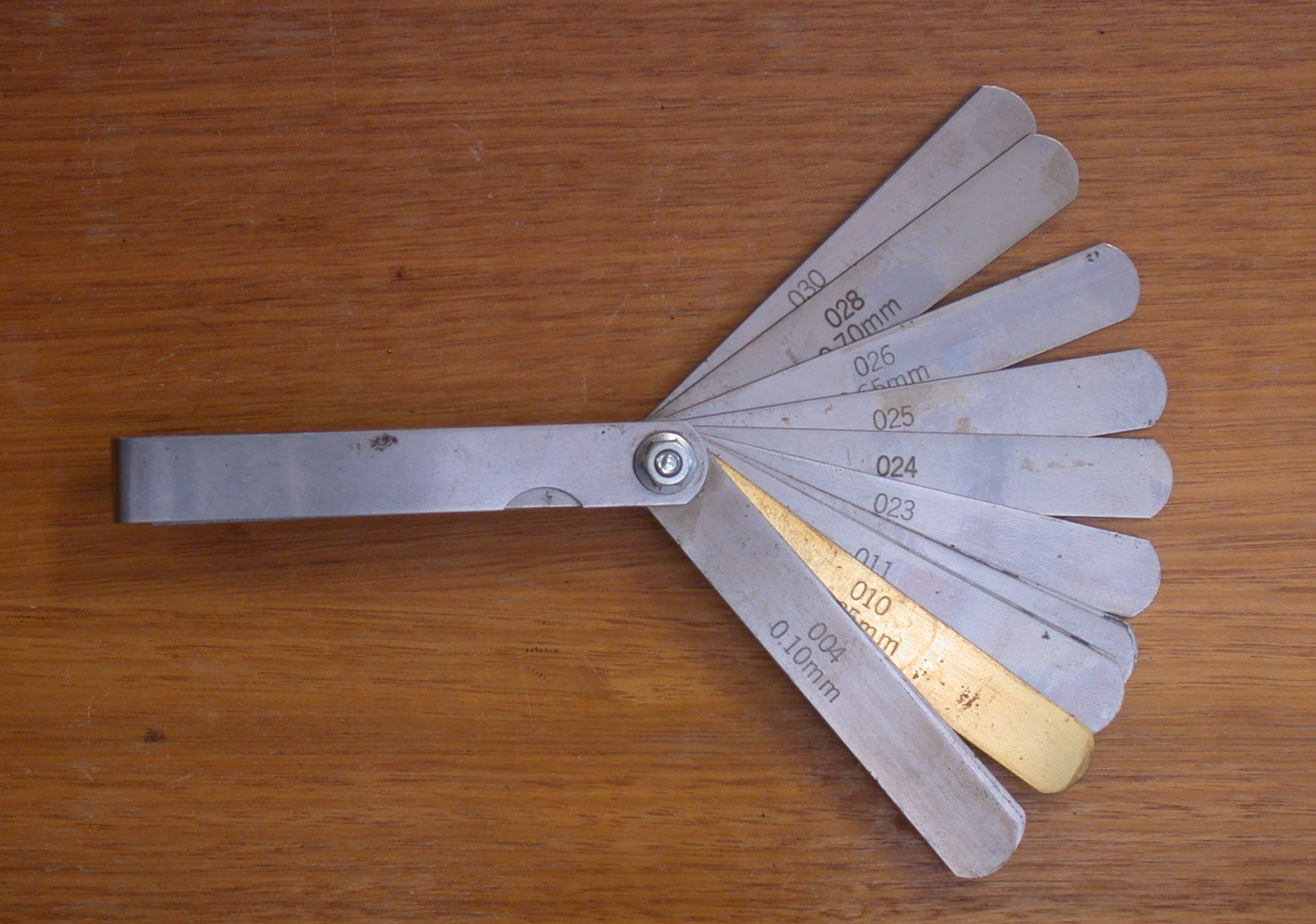
每個刀片它有分公制和英制

厚薄規（又稱：間隙量規、測隙規），是一種工具，用來測量間隙寬度。厚薄規大多用在工程測量兩部分之間的間隙。雖然他們沒有鋒利的邊緣，有時被認為是刀片。 
使用厚薄規时必须注意下列几点：
1. 根据结合面的间隙情况选用厚薄規片数，但片数愈少愈好
2. 测量时不能用力太大，以免厚薄規遭受弯曲和折断
3. 不能测量温度较高的工件

## 類型的厚薄規

### 錐度厚薄規

錐形（上）和平行（下）厚薄規

錐度厚薄規是錐形的厚薄規，不是平行的形狀，兩種量規的使用方式相似。